# 伊莎贝尔·加西亚·特赫里纳
伊莎贝尔·加西亚·特赫里纳（西班牙語：Isabel García Tejerina，1968年10月9日—）是西班牙人民党政治人物。

## 教育程度
持有巴利亚多利德大学法学执业学位。马德里理工大学农业工程课程结业。加利福尼亞大學戴維斯分校农业经济学硕士。

## 职业生涯
毕业后在西班牙政府工作，先后担任各农业大臣的秘书、助理以及和顾问。2000年至2004年，2012年至2014年两次担任农业部门的农业与食品总秘书。2014年4月28日接替在欧盟任职米格尔·阿里亚斯·卡涅特担任农业大臣。2016年大选后在第二次拉霍伊内阁中继续担任该职位。直到2018年6月在政府不信任案中下台。2018年7月担任人民党区域组织行动部门副秘书长。